# Gecse
Gecse è un comune dell'Ungheria di 469 abitanti (dati 2001). È situato nella contea di Veszprém.